# Hermanis Saltups
Hermanis Saltups (ur. 16 maja 1901 w Rydze, zm. 27 stycznia 1968 w Rydze) – łotewski lekarz psychiatra, piłkarz.
Studiował medycynę na Uniwersytecie Wiedeńskim i Uniwersytecie w Halle. W 1936 roku jako pierwszy lekarz na Łotwie wprowadził leczenie schizofrenii śpiączkami insulinowymi. Wyniki ogłosił w roku następnym.
Był bramkarzem pierwszej reprezentacji Łotwy w piłce nożnej i uczestnikiem pierwszego międzynarodowego meczu łotewskiej reprezentacji (24 września 1922 roku z Litwą).
Pochowany jest na Cmentarzu Leśnym w Rydze.